# 謝裒
谢裒（?—?），字幼儒，号桓彝。陈郡人。
父謝衡，官晉朝國子祭酒，有二子谢鲲、谢裒。永嘉之亂時，謝裒全家南渡。晋建武元年为晋琅琊王司马睿府中掾吏，後拜参军，又转郡尉。官至太常卿、吏部尚书。有子谢奕、谢安。